# Кристоф (Хоенцолерн-Хайгерлох)
Кристоф фон Хоенцолерн-Хайгерлох (на немски: Christoph von Hohenzollern-Haigerloch * 20 март 1552 в Хайгерлох; † 21 април 1592 също там) е първият граф на Хоенцолерн-Хайгерлох (1576–1592) от швабския клон на Хоенцолерните.
Той е третият син на граф Карл I фон Хоенцолерн (1516-1576) и съпругата му Анна фон Баден-Дурлах (1512-1579), дъщеря на маркграф Ернст от Баден-Дурлах. Заедно с брат си Карл (1547–1606) Кристоф следва право във Фрайбург и във френския Бурж.
През 1576 г. графство Хоенцолерн се разделя на линиите Хехинген, Хайгерлох и Зигмаринген. Кристоф получава Хайгерлох и основава линията Хоенцолерн-Хайгерлох, която е прекъсната през 1634 г., след което графство Хоенцолерн-Хайгерлох преминава във владение на княжество Хоенцолерн-Зигмаринген.

## Фамилия
През 1577 г. Кристоф се жени в Зигмаринген за Катарина фон Велшперг († сл. 1608 в Хайгерлох; погребана в църквата на замъка), внучка на фрайхер Зигизмунд III фон Велшперг-Примьор († 1552), дъщеря на фрайхер Кристоф IV Зигмунд фон Велшперг-Лангенщайн-Примьор († 1580) и Ева Доротея Луция фон Фирмиан († 1585). Раждат им се децата:
- Йохан Кристоф (1586–1620), граф на Хоенцолерн-Хайгерлох

∞ 1608 графиня Мария Елизабет фон Хоенцолерн-Зигмаринген (1592–1659)
- Карл (1588–1634), граф на Хоенцолерн-Хайгерлох

∞ 1618 графиня Розамунда фон Ортенбург († 1636)
- Мария Салома Кунигунда (1578–1647), монахиня в манастир Инцигкофен
- Анна Доротея († 1647), приорин в манастир Инцигкофен
- Мария Сидония, монахиня в манастир Зьофлинген
- Якоба († сл. 1607)